# دانشکده پزشکی یزد
دانشکده پزشکی دانشگاه علوم پزشکی یزد یکی از دانشکده‌های پزشکی ایران وابسته به دانشگاه علوم پزشکی شهید صدوقی یزد در یزد است. این دانشکده در سال ۱۳۶۲ بنیانگذاری شد و دارای ۵ بیمارستان آموزشی است.

## تاریخچه
دانشکده پزشکی یزد در سال ۱۳۶۲ با پذیرش ۳۳ دانشجوی پزشکی بنیانگذاری شد. هم‌اکنون ریاست این دانشکده را دکتر قاسم دستجردی برعهده دارد.